# Evgeniy Nikiforov
Pour les articles homonymes, voir Nikiforov.
Evegueni Nikiforov (en russe : Евгений Валерьевич Никифоров), né le 1er janvier 1970, est un général russe.

## Biographie
En 2021, il commandait le détachement russe en Syrie, commandant de la 58e armée combinée en 2017.
En 2022, il commandait le District militaire ouest.
Depuis 2018, il est sous sanction internationales.
Le 30 novembre 2024, il est inculpé par contumace, par le SBU, pour avoir ordonné la frappe de missiles de Tchernihiv en août 2023 qui a tué sept personnes et en a blessé 200 autres.

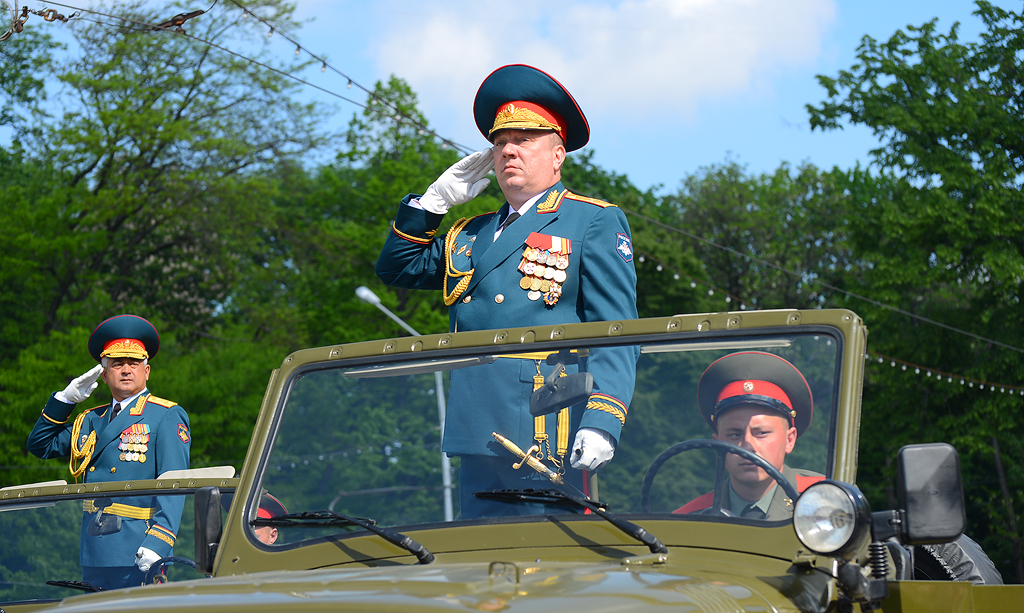
En 2013 avec le commandant Andreï Gourouliev de la 58e armée.